# Nothing Is Changed

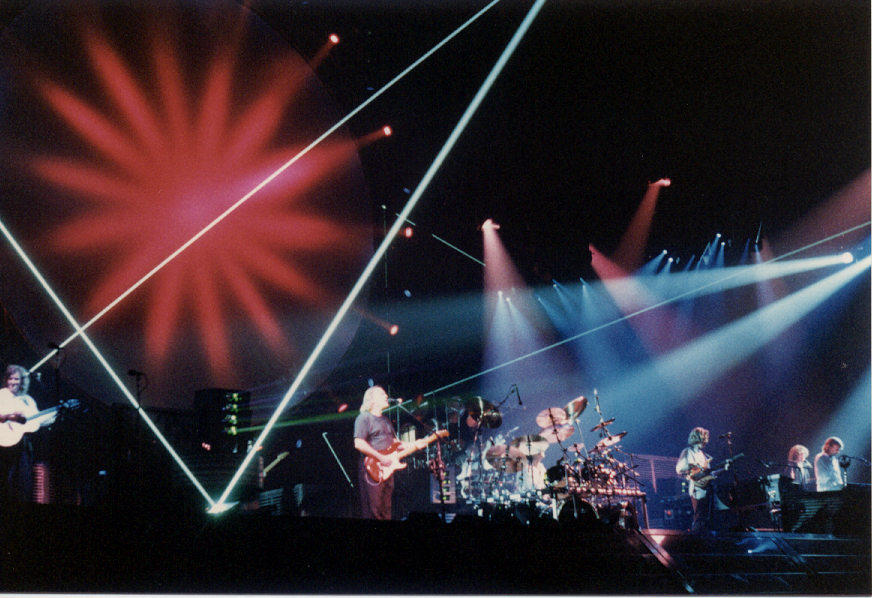
Pink Floyd actuando en París Bercy, en junio-julio de 1989

Nothing Is Changed es un álbum no oficial en vivo de la banda británica Pink Floyd, disco doble en vivo, recopilatorio, editado en 1991, que contiene la grabación de la primera de dos noches en el Stadio Alberto Braglia, ubicado en Módena, Italia, el 8 de julio de 1988.

## Lista de canciones

### Disco 1
1. Shine On You Crazy Diamond (1-5). 11:47.
  - Del álbum: Wish You Were Here. 1975.
2. Signs of Life / Learning To Fly. 9:37.
  - Del álbum: A Momentary Lapse of Reason. 1987.
3. Yet Another Movie / A New Machine, Pt. 1. 6:54.
  - Del álbum: A Momentary Lapse of Reason. 1987.
4. Terminal Frost / A New Machine, Pt. 2. 7:50.
  - Del álbum: A Momentary Lapse of Reason. 1987.
5. Sorrow. 11:19.
  - Del álbum: A Momentary Lapse of Reason. 1987.
6. The Dogs of War. 8:06.
  - Del álbum: A Momentary Lapse of Reason. 1987.
7. On The Turning Away. 9:27.
  - Del álbum: A Momentary Lapse of Reason. 1987.
8. One of These Days. 6:58.
  - Del álbum: Meddle. 1971.
9. Time. 5:38.
  - Del álbum: The Dark Side of the Moon. 1973.

### Disco 2
1. On The Run. 3:40.
  - Del álbum: The Dark Side of the Moon. 1973.
2. The Great Gig in the Sky. 5:11.
  - Del álbum: The Dark Side of the Moon. 1973.
3. Wish You Were Here. 5:37.
  - Del álbum: Wish You Were Here. 1975.
4. Welcome To The Machine. 7:23.
  - Del álbum: Wish You Were Here. 1975.
5. Us And Them. 7:44.
  - Del álbum: The Dark Side of the Moon. 1973.
6. Money. 11:06.
  - Del álbum: The Dark Side of the Moon. 1973.
7. Another Brick in the Wall, Pt. 2. 6:21.
  - Del álbum: The Wall. 1979.
8. Comfortably Numb. 11:53.
  - Del álbum: The Wall. 1979.
9. One Slip. 6:23.
  - Del álbum: A Momentary Lapse of Reason. 1987.
10. Run Like Hell. 9:16.
  - Del álbum: The Wall. 1979.

## Músicos
- David Gilmour - guitarras, voces.
- Nick Mason - batería
- Richard Wright - teclados, voces.
- Jon Carin - teclados adicionales, voces.
- Guy Pratt - bajo, voces.
- Gary Wallis - percusión
- Tim Renwick - guitarras, voces
- Scott Page - saxofón
- Rachel Fury - coros
- Durga McBroom - coros
- Margret Taylor - coros

Crédito adicional:
- Roger Waters - compositor de todas las letras del Dark Side Of The Moon, además de haber ideado el concepto del cerdo.

## Refetrencias
1. ↑  Nothing Is Chjanged - Hoka's Floyd Page